# Бжешць-Куявський (гміна)
Гміна Бжешць-Куявський (пол. Gmina Brześć Kujawski) — місько-сільська гміна у північній Польщі. Належить до Влоцлавського повіту Куявсько-Поморського воєводства.
Станом на 31 грудня 2011 у гміні проживало 11647 осіб.

## Площа
Згідно з даними за 2007 рік площа гміни становила 150.44 км², у тому числі:
- орні землі: 74.00%
- ліси: 18.00%

Таким чином, площа гміни становить 10.22% площі повіту.

## Населення
Станом на 31 грудня 2011:
| Опис     | Загалом | Загалом | Чоловіки | Чоловіки | Жінки | Жінки |
| -------- | ------- | ------- | -------- | -------- | ----- | ----- |
| одиниця  | осіб    | %       | осіб     | %        | осіб  | %     |
| все      | 11647   | 100     | 5683     | 48.79    | 5964  | 51.21 |
| міське   | 4766    | 100     | 2266     | 47.55    | 2500  | 52.45 |
| сільське | 6881    | 100     | 3417     | 49.66    | 3464  | 50.34 |

## Сусідні гміни
Гміна Бжешць-Куявський межує з такими гмінами: Бондково, Любане, Любранець, Осенцини, Влоцлавек.